# 119 Tauri
Désignations
119 Tauri (en abrégé 119 Tau) est une étoile de la constellation du Taureau. C'est l'une des plus grandes étoiles connues, avec un diamètre valant environ 600 fois celui du Soleil. Comme elle est proche de l'écliptique, 119 Tauri est périodiquement occultée par la Lune et son diamètre angulaire peut être mesuré très précisément. Elle est également assez proche pour que sa distance soit déterminée précisément par parallaxe, et donc son diamètre peut être obtenu directement.

## Propriétés
119 Tauri est une supergéante rouge de type M avec une magnitude apparente de +4,32. Elle est située à environ 1800 années-lumière de la Terre. L'étoile est classée comme variable semi-régulière et sa luminosité varie entre les magnitudes +4,23 et +4,54 sur une période de 165 jours et elle porte ainsi la désignation d'étoile variable CE Tauri. Avec un indice de couleur de +2,07, elle a été identifiée comme la deuxième étoile la plus rouge du ciel nocturne avec une luminosité visuelle bien au-dessus de la 5e magnitude. En considérant une magnitude limite de +5, elle est uniquement dépassée en rougeur par l'étoile Grenat (Mu Cephei).
119 Tauri est située à 4,6 degrés de l'écliptique. Ceci en fait une candidate pour des occultations par la Lune et (extrêmement rarement) par l'une des planètes. Le diamètre angulaire de l'étoile et un rayon variable de 608 rayons solaires ont été mesurés en trois couleurs par occultation lunaire,.
Sa température de surface a été estimée à 3 500 K et sa luminosité équivalente à 44 000 fois celle du Soleil.